# TOUR 2008 “Wonderful & Beautiful”
『TOUR 2008 “Wonderful & Beautiful”』（ツアー・ツーサウザンドエイト・ワンダフル・アンド・ビューティフル）は、日本のロックバンド・レミオロメンの3作目の映像作品。

## 内容
前作『“ISLAND OVER THE HORIZON” at YOKOHAMA ARENA』から1年ぶりとなるライブビデオで、後述のツアー最終日前に発売された。
同年1月9日から5月16日に全国のホールで敢行されたライブツアー『TOUR 2008 “Wonderful & Beautiful”』から東京・東京国際フォーラム公演の模様が収録されている。
初回生産分はボックス仕様で、特典としてレプリカのストラップ付きバックステージパスと10枚組のオリジナルポストカードが、通常生産分との共通特典としてスペシャルフォトブックが同梱された。

## 収録映像曲
本編
1. Wonderland
2. 雨上がり
3. モラトリアム
4. RUN
5. 蒼の世界
6. 深呼吸
7. 蛍
8. 電話
9. ビールとプリン
10. 昭和
11. 3月9日
12. 流星
13. 粉雪
14. まめ電球
15. 南風
16. 明日に架かる橋
17. スタンドバイミー
18. 追いかけっこ
19. Wonderful & Beautiful

アンコール
1. 茜空
2. 紙ふぶき
3. リズム

## 参加ミュージシャン
レミオロメン
- 藤巻亮太：Vocal & Guitar
- 神宮司治：Drums
- 前田啓介：Bass

サポートメンバー
- 皆川真人：Keyboards
- 工士洋史：Guitar